# Com El Puny
Com El Puny es un cultivar de higuera de tipo higo común Ficus carica bífera es decir produce dos cosechas por temporada las brevas de primavera-verano, y los higos de verano-otoño, de frutos color de piel rojiza a roja extremadamente productiva en ambas cosechas. La fruta es enorme y puede llegar a hacer brevas de unos 170 g en años favorables. Se cultiva principalmente en la Comunidad Valenciana (Valle de Albaida) y en la Plana de Urgel.

## Sinonimia
- „Com El Puny“ en la Comunidad Valenciana,[5][6][7]
- „Cul de Ruc“ en Cataluña,[8]
- „Cul de Burro“,
- „Cul de Burro d'Alboraia“,
- „Roja de Alboraya“.

## Características
La higuera 'Roja de Alboraya' (Como el Puño) es una variedad bífera de tipo higo común, de producción muy alta de brevas y muy alta de higos. Las hojas normalmente de 17,2 x 19,5 cm, y la proporción de lóbulos es 7 (10%), 5 (27%) y 3 (63%). El ángulo del seno peciolar suele ser muy agudo, aunque relativamente variable (algún agudo e incluso obtuso).
Las brevas son enormes y pueden llegar a alcanzar unos 170 g en años favorables. con la pulpa rosada, a menudo un poco aguada, de sabor es un poco insulsa, y aceptable siempre que esté bien madura. La piel es de color morado y rojizo (hacia el capullo enrojece). Las grietas, si las hay son escasas, longitudinales y muy grandes. Es bastante temprana, ya que se puede comer unos días antes que la de 'Gota de la Miel' y 'Secana'. Madura a mediados o finales de junio, entre 10 días y una semana antes de que las otras variedades estudiadas. No presenta deformaciones ni siconos emparejados. Escamas moradas tirando a rubias, medias.
El higo es grande llegando a unos 70.5 g, de piel rojiza a roja y pulpa rosada, bien maduro puede ser dulce y sabroso. Piel roja o amoratada. La cavidad interna suele ser grande. Grietas longitudinales grandes. Las formaciones anormales son de poca importancia, pero sí es de notar que tiene un 25% de siconos emparejados. Escamas amoratadas o rosadas, medias. Madura en la primera quincena de agosto. Apta para el consumo en fresco o para los animales, si bien también se puede secar. Los higos a menudo tienen "fuego".
Se trata de una variedad bífera extremadamente productiva en ambas cosechas. Apta para consumo en fresco y para alimentación de ganado dada su alta productividad y la enormidad de la fruta.

## Cultivo de la higuera
Según los últimos datos oficiales de Anuario de Estadística Agraria del Ministerio de Agricultura, se cultiva principalmente en la Comunidad Valenciana (Valle de Albaida, Costera) y también en la Plana de Urgel. (MAGRAMA, 2012)
Se puede pensar que si esta higuera se hubiera implantado siglos atrás, se hubiera expandido mucho más, ya que en muchas casas se criaban cerdos con los higos y las bellotas eran las que completaban la dieta. Hoy, como no hay animales y para la alimentación humana la higuera del tipo 'Albacor' hacen mejores brevas y todas hacen higos de mayor calidad, la variedad no se ha renovado y ha ido desapareciendo.
Se sabe que alguien la llevó a Fontanares en la segunda mitad del siglo XX, proveniente del Valle de Albaida, por dos vías conocidas: en un caso la higuera madre era de Bélgida y en el otro de Onteniente.